# Robin Quinville

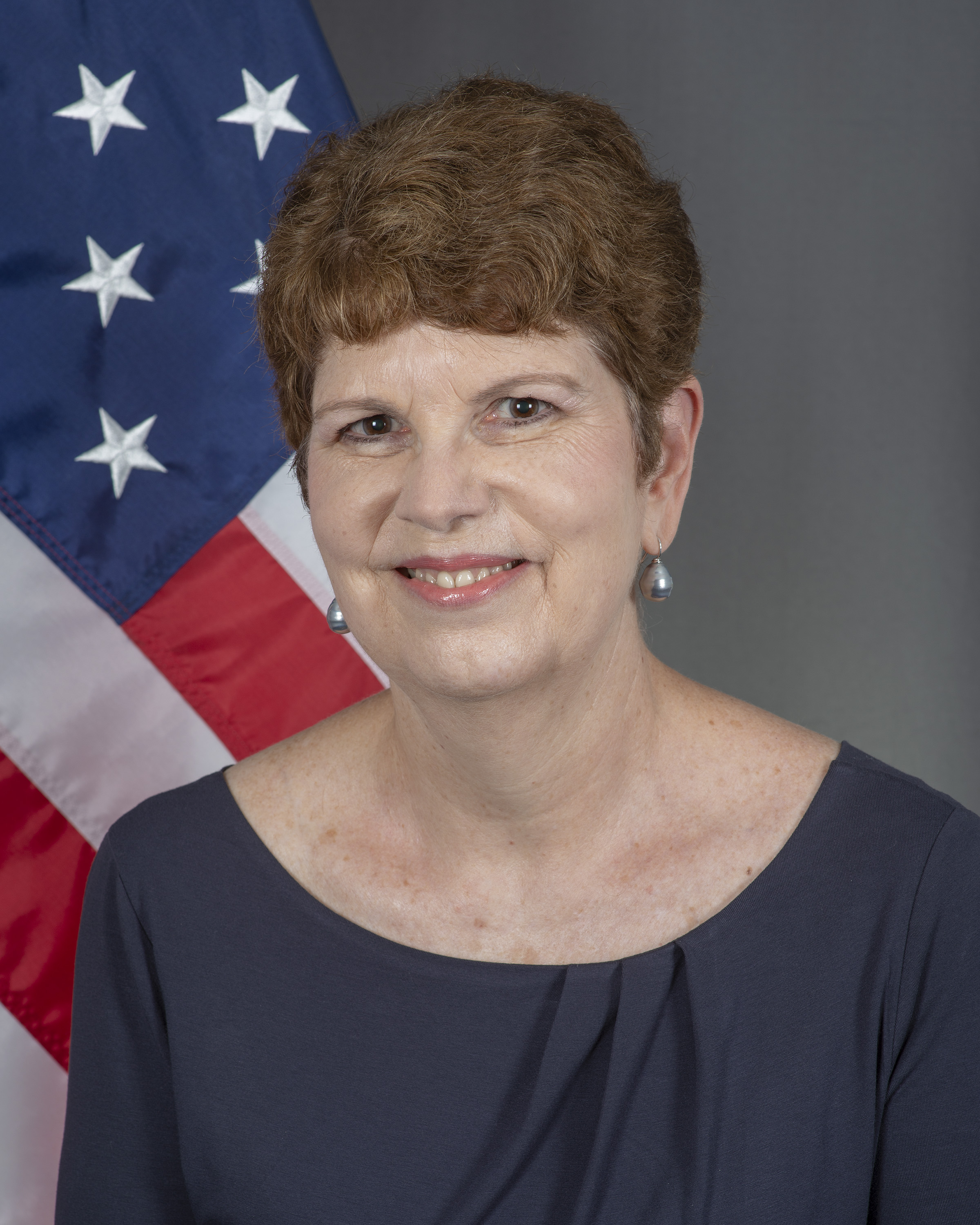
Robin Quinville (2018)

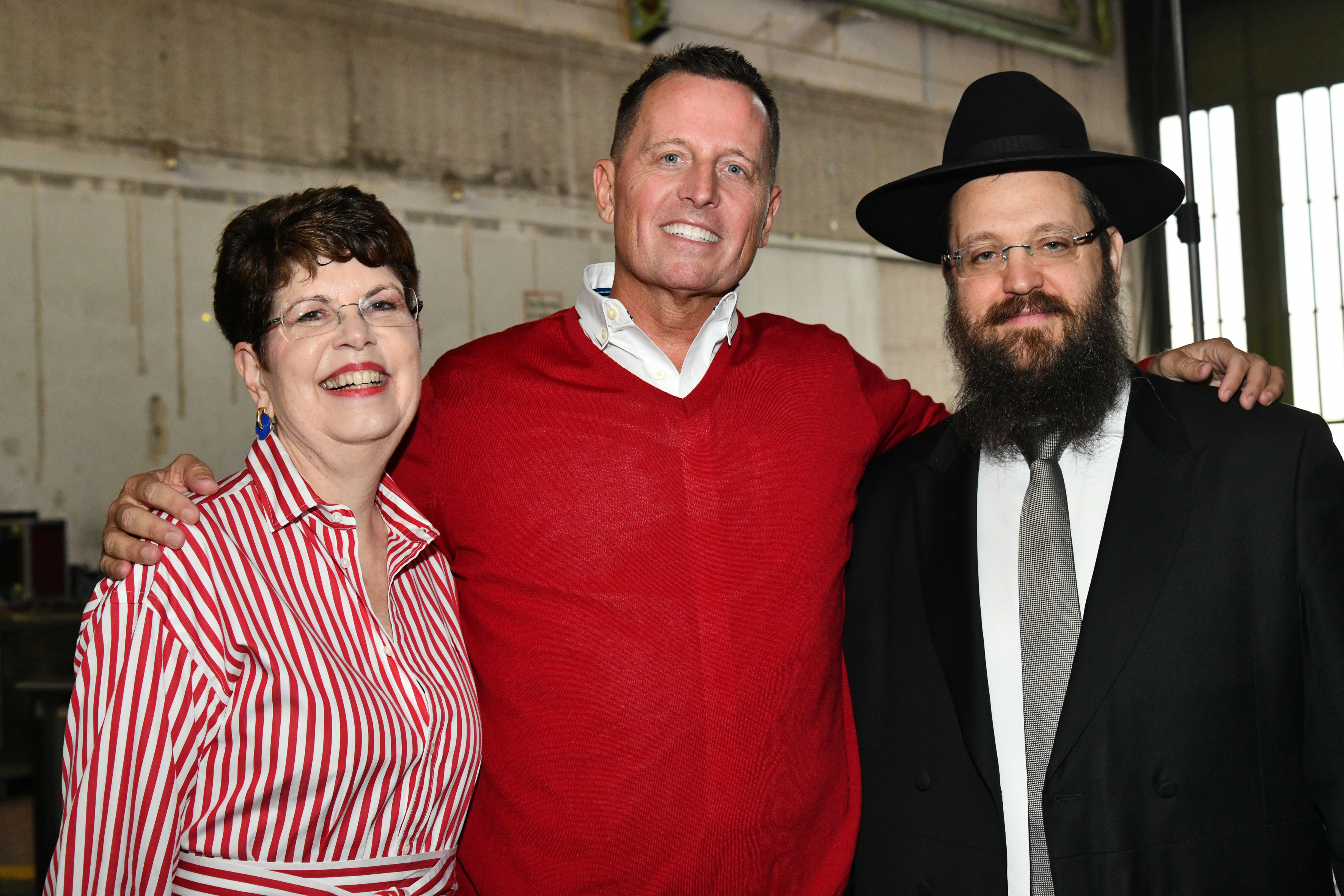
Gesandte Quinville neben Botschafter Grenell und Rabbi Yehuda Teichtal

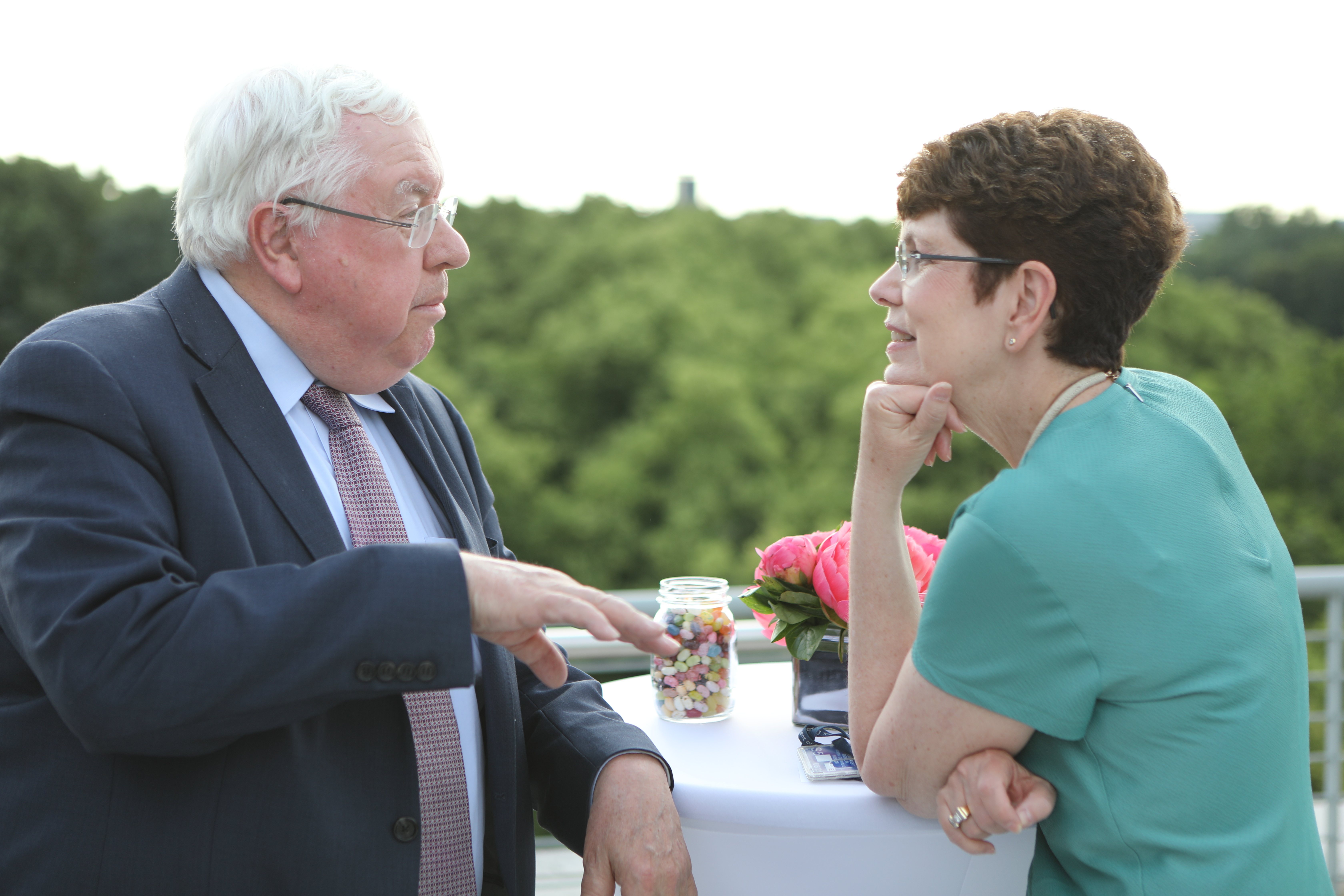
John Kornblum und Robin Quinville auf dem Dach der US-Botschaft in Berlin (2019)

Robin S. Quinville (* 21. Juni 1956) ist eine US-amerikanische Diplomatin. 
Sie war von Juli 2018 Gesandte an der Botschaft der Vereinigten Staaten in Berlin und fungierte von Juni 2020 bis Juni 2021 als Geschäftsträgerin (Chargée d’Affaires) a. i. der USA in Deutschland.

## Werdegang
Quinville hat an der Columbia University in New York in europäischer Geschichte als Master of Arts und Master of Philosophy abgeschlossen. Sie trat 1988 in den auswärtigen Dienst der Vereinigten Staaten ein. Nach ersten Verwendungen in Deutschland und Washington war sie von 1992 bis 1996 als Mitglied der US-Delegation bei der OSZE in Wien tätig. Danach wurde sie an die Ständige Vertretung der Vereinigten Staaten bei der NATO in Brüssel entsandt, wo sie von 1996 bis 1999 mit Themen rund um die NATO-Osterweiterung betraut war. Anschließend setzte Quinville ihre Laufbahn auf Zypern, in Bosnien und Herzegowina und in Athen fort. Von Januar 2008 bis Januar 2009 war sie in Bagdad Stabschefin von Botschafter Charles P. Ries, dem Koordinator für den wirtschaftlichen Übergang im Irak. Im Anschluss daran war sie Gesandte-Botschaftsrätin für politische Angelegenheiten an den US-Botschaften in London (2009 bis 2012) und Berlin (2012 bis 2015). Von 2015 bis 2017 leitete Quinville das Referat für westeuropäische Angelegenheiten im US‑Außenministerium. Vor ihrer Rückkehr nach Berlin war sie Fellow des US-Außenministeriums am Woodrow Wilson International Center for Scholars (2017 bis 2018).
Am 24. Mai 2020 wurde bekannt, dass der US-Botschafter in Deutschland, Richard Grenell, Berlin verlassen und sein Amt aufgeben werde. Nach Grenells Rücktritt am 1. Juni 2020 übernahm sie als Stellvertreterin kommissarisch die Leitung der US-Vertretung in Deutschland. Quinville übergab das Amt des Chargé d’Affaires a. i. im Juni 2021 an Clark Price.
Anschließend lehrte sie ein Semester lang als Sol M. Linowitz Visiting Professor of International Affairs am Hamilton College in Clinton, New York und kehrte dann ans Wilson Center zurück, wo sie seitdem das Global Europe Program leitet.